# Hygrohypnum choprae
Hygrohypnum choprae là một loài Rêu trong họ Amblystegiaceae. Loài này được Vohra mô tả khoa học đầu tiên năm 1980.